# الزاوية بوكرين (عين تمكناي)
الزاوية بوكرين هي إحدى مشيخات المملكة المغربية، تتبع جغرافيا لإقليم صفرو وإداريًا لعين تمكناي، يقدر عدد سكانها بـ 734 نسمة حسب الإحصاء الرسمي للسكان والسكنى لسنة 2004.